# Chad Brown (Pokerspieler)
Chad Brown (* 13. August 1961 in New York City, New York; † 2. Juli 2014 ebenda) war ein professioneller US-amerikanischer Pokerspieler, Schauspieler und Kommentator.

## Leben

### Schauspiel
Brown zog in den frühen 1990ern nach Los Angeles, wo er bald darauf in Hollywood zu arbeiten begann.
Er hatte einige Nebenrollen in Fernsehserien und Filmen, unter anderem in Basket Case 2 und Miami Hustle. Außerdem war er einer der Gastgeber in der Spieleshow Caesar’s Challenge, die in den frühen 1990ern lief.

### Poker
Brown wuchs in der Bronx auf, wo er erstmals in italienischen Kaffeehäusern mit dem Pokerspiel in Verbindung kam.
Er verzeichnete zwischen 1993 und 2013 insgesamt 38 Preisgeld-Platzierungen bei offiziellen Turnieren der World Series of Poker (WSOP) in Las Vegas. 2007 erreichte er erstmals die Preisgeldränge im Main Event, bei dem er von 6358 Spielern den 97. Platz belegte und 67.535 US-Dollar erhielt. Des Weiteren erreichte er einen Finaltisch in der vierten Staffel der World Poker Tour und erreichte den sechsten Platz.
Brown nahm zudem an der National Heads-Up Poker Championship 2007 teil, wo er sich in einem K.-o.-Modus gegen Yosh Nakano, Gabe Kaplan, Brad Booth, Kristy Gazes und Gavin Smith durchsetzte und sich nur Paul Wasicka im Finale geschlagen geben musste.
Im Oktober 2006 gewann er unter dem Pseudonym stelladora ein Turnier bei der fünften Ausgabe der World Championship of Online Poker auf der Onlinepoker-Plattform PokerStars. Er siegte beim H.O.R.S.E.-Turnier mit einem Buy-in von 5200 Dollar und gewann eine Siegprämie von 223.150 Dollar.
Brown war der Gastgeber des Pokerformats Ultimate Poker Challenge. Er war lange Zeit mit der Pokerspielerin Vanessa Rousso liiert. Insgesamt gewann er über 3,6 Millionen Dollar in offiziellen Pokerturnieren. Seit April 2008 spielte er für das Team Pokerstars Pro.
Brown gewann nie ein offizielles Bracelet bei der WSOP. Wenige Tage vor seinem Tod wurde ihm jedoch von den WSOP-Verantwortlichen ein speziell für ihn geschaffenes Ehren-Bracelet für seine Verdienste in der Pokerwelt verliehen.

### Krankheit und Tod
Im Februar 2011 gab Vanessa Rousso über Twitter bekannt, dass Brown ein 5 kg schwerer Tumor aus seinem Bauchraum entfernt worden sei. Er starb am 2. Juli 2014 im Alter von 52 Jahren an Krebs.

## Veröffentlichungen
Brown veröffentlichte 2007 gemeinsam mit Stephan Kalhamer das Lehrbuch Act to win in Texas Hold’em Poker, welches auf dem bereits im Jahr 2006 auf Deutsch erschienenen Titel Stephan Kalhamer’s Texas Hold’em Poker basiert.
Außerdem schrieb er in unregelmäßigen Abständen Artikel zum Thema Poker für verschiedene Magazine.